# Karl Lemieux
Karl Lemieux is een Canadees filmregisseur en scenarioschrijver die bekend is van zijn samenwerking met postrockband Godspeed You! Black Emperor uit Montreal en zijn film Maudite Poutine uit 2016.

## Biografie
Karl Lemieux werd in 2010 – toen Godspeed na zeven jaar weer bij elkaar kwam – lid van Godspeed You! Black Emperor en verzorgt voor deze band de filmprojecties, die grotendeels bestaan uit expressionistische beelden van lege Canadese wegen. Hij heeft ook de videoprojecties van de El Camino Tour (2012–2013) van The Black Keys ontworpen.
In 2015 co-regisseerde Lemieux samen met zijn bandgenoot David Bryant de experimentele korte documentairefilm Quiet Zone over mensen met elektromagnetische gevoeligheid woonachtig in het National Radio Quiet Zone in West Virginia (VS). De film ging in première in januari 2015 op het International Film Festival Rotterdam waar het deelnam aan de Tiger Awards Competition for Short Films 2015. Bij de Canadian Screen Awards in 2016 was de film genomineerd voor Beste Korte Documentaire door de Academy of Canadian Cinema & Television. Een jaar later regisseerde Lemieux Maudite Poutine (Engelse titel: Shambles), zijn speelfilmdebuut. Samen met Marie-Douce St-Jacques schreef hij ook het scenario. Maudite Poutine ging in première op het Filmfestival van Venetië 2016, alvorens de bioscopen te bereiken in 2017.

## Filmografie

### Als regisseur
- 2008: Passage[6] (korte film)
- 2015: Quiet Zone (Ondes et Silence) (korte documentaire)
- 2016: Maudite Poutine (Shambles)

- Gemeinsame Normdatei: 1077056036
- Virtual International Authority File: 143144647642217878133
- WorldCat: E39PBJp9xvX8htrV6vmmKKVHmd